# Terminal Intermodal de Maringá
O Terminal Urbano Intermodal Dr. Said Felício Ferreira é o ponto de ligação, através de ônibus e futuramente trem, do centro da cidade para os demais bairros. A especulação do projeto começou em 2014, mas as obras só começaram de fato a partir de 2016, sendo inaugurado no dia 28 de fevereiro de 2020 e o início das operações a partir de 1° de março do mesmo ano.

## Organização
O terminal possui dois pisos:
- 1º piso (térreo): Plataformas de embarque e desembarque; a estrutura comporta 44 baias para ônibus que atendem ao menos 66 linhas dentro do município de Maringá. Há ainda seis quiosques comerciais nessa área.
- 2º piso: Ambiente que comporta as lojas e praça de alimentação do terminal, com acesso através de escadas, escada rolante ou elevador.

Além dos ambientes na estrutura, a região no entorno também é utilizada:
- Área externa: Nas avenidas Tamandaré e Horácio Raccanello estão concentrados os pontos de ônibus que fazem a ligação entre o centro de Maringá com as demais cidades da região metropolitana.

## Controvérsias
Antes mesmo do início da construção do terminal foram apresentadas falhas no projeto, que tiveram preço de R$ 3 milhões, para serem corrigidas. Além do preço da correção, as falhas atrasaram o término das obras.

Outro fato que gerou prejuízos foi a instalação de um terminal provisório na Praça Raposo Tavares, local conhecido pela insegurança e aglomeração de usuários de drogas.